# Квазісупутник

Схема типової орбіти квазісупутника

Квазісупутник  (англ. Quasi-satellite) — небесний об'єкт, що перебуває в орбітальному резонансі 1:1 з планетою, що дає йому змогу залишатися поблизу планети протягом багатьох орбітальних періодів.
Період обертання квазісупутника навколо Сонця дорівнює періоду обертання планети, однак квазісупутник має інший ексцентриситет орбіти, що зазвичай перевищує ексцентриситет орбіти планети. Щодо планети квазісупутник повільно рухається по витягнутій траєкторії в бік, протилежний рухові планети.
На відміну від справжнього супутника, орбіта квазісупутника розташована поза межами сфери Гілла і тому нестабільна. Через деякий час взаємний рух планети та квазісупутника переходить до інших форм орбітального резонансу, що призводить до їхньої розбіжності.

## Приклади

### Земля
Станом на 2002 рік було відомо три квазісупутники Землі:
- (3753) Круїтні
- 2003 YN107
- (164207) Cardea 2004 GU9.

Ці об'єкти залишаються на орбітах квазісупутника від десятків до сотень років. У 2011 році стало відомо про ще один астероїд із групи Аполлона на підковоподібній орбіті — 2010 SO16.
У 2012 році було відкрито астероїд діаметром 50 м (367943) Дуенде, який не тільки є квазісупутником, а й пролетів 15 лютого 2013 року на мінімальній відстані від центру Землі — 27 000 км.
У 2016 році виявили ще один природний квазісупутник Землі — астероїд (469219) Камоалева (тимчасове позначення — (469219) 2016 HO3), який почав обертатися навколо Землі близько ста років тому.
У 2023 році астрономи виявили астероїд 2023 FW13, який обертається навколо Сонця синхронно із Землею і є стародавнім квазісупутником Землі. Цей астероїд перебуває поблизу Землі із 100 року до нашої ери і залишатиметься там принаймні до 3700 року нашої ери. Вчені вперше помітили 2023 FW13 28 березня 2023 року за допомогою оглядового телескопа Pan-STARRS, що розташований на вершині сплячого вулкана Галеакала на Гаваях. Згодом його існування підтвердили зі ще одного телескопа на Гаваях і Національної обсерваторії Кітт-Пік і SkyCenter на горі Леммон в Аризоні (США). Астероїд 2023 FW13 має приблизно 20 м у діаметрі. Щороку він наближається до Землі на 15 млн км. Водночас найближча точка місячної орбіти відносно Землі — 360 000 км.
Станом на 2024 рік відомо про сім квазісупутників Землі.

## Цікаві факти
29 вересня 2024 року, астероїд під назвою 2024 PT5 став тимчасовим супутником Землі — унаслідок цього у нашої планети з’явився ще один власний, але тимчасовий мінімісяць. Очікується, що він буде обертатися навколо Землі тільки з 29 вересня по 25 листопада, а потім вийде з «обіймів» її гравітації. Як зазначило агентство Associated Press, 2024 PT5 повернеться до Землі лише у 2055 році.